# Kemora Circuit
Der Kemora Circuit ist eine finnische Rennstrecke in der Landschaft Mittelösterbotten. Sie liegt etwa 2 km östlich des Dorfes Sillanpää, in der Gemeinde Veteli, und wird hauptsächlich für nationale Motorsport-Veranstaltungen genutzt.

## Geschichte
Die Kurzvariante der Strecke wurde 1983 erbaut und 1987 um einen zusätzlichen Streckenteil erweitert und verlängert. 2005 erfolgte eine Neuasphaltierung der Strecke.

## Streckenbeschreibung
Die aktuelle Strecke ist 2,733 Kilometer lang, 10 bis 12 Meter breit und wird im Uhrzeigersinn befahren. Es gibt an der Strecke Platz für 4000 Zuschauer, wobei die Haupttribüne entlang der langen Gerade 3000 Sitze bietet und 1000 zusätzlich Zuschauer auf dem Dach der Boxenanlage Platz finden. Es gibt auch eine Kurzvariante, die 1,448 Kilometer lang ist.
Auf der Anlage befinden sich zusätzlich eine Kartbahn und eine Schneemobilstrecke, die im Winter genutzt wird.

## Veranstaltungen
Die Finnische Formel-3-Meisterschaft trug bis zum Jahr 2010 regelmäßig Rennen auf dem Kemora Circuit aus. Weitere regelmäßige Veranstaltungen sind das alljährliche Historic Car Race und die Road Racing SM Series (finnische Motorradserie).
Heute finden auf der Strecke nationale, Automobil und Motorrad-Meisterschaftsläufe statt.
Von 1987 bis 1991 fand jährlich ein 500-km-Rennen für Tourenwagen und GT auf der Strecke statt.